# قضايا بيئية متعلقة بالشعاب المرجانية

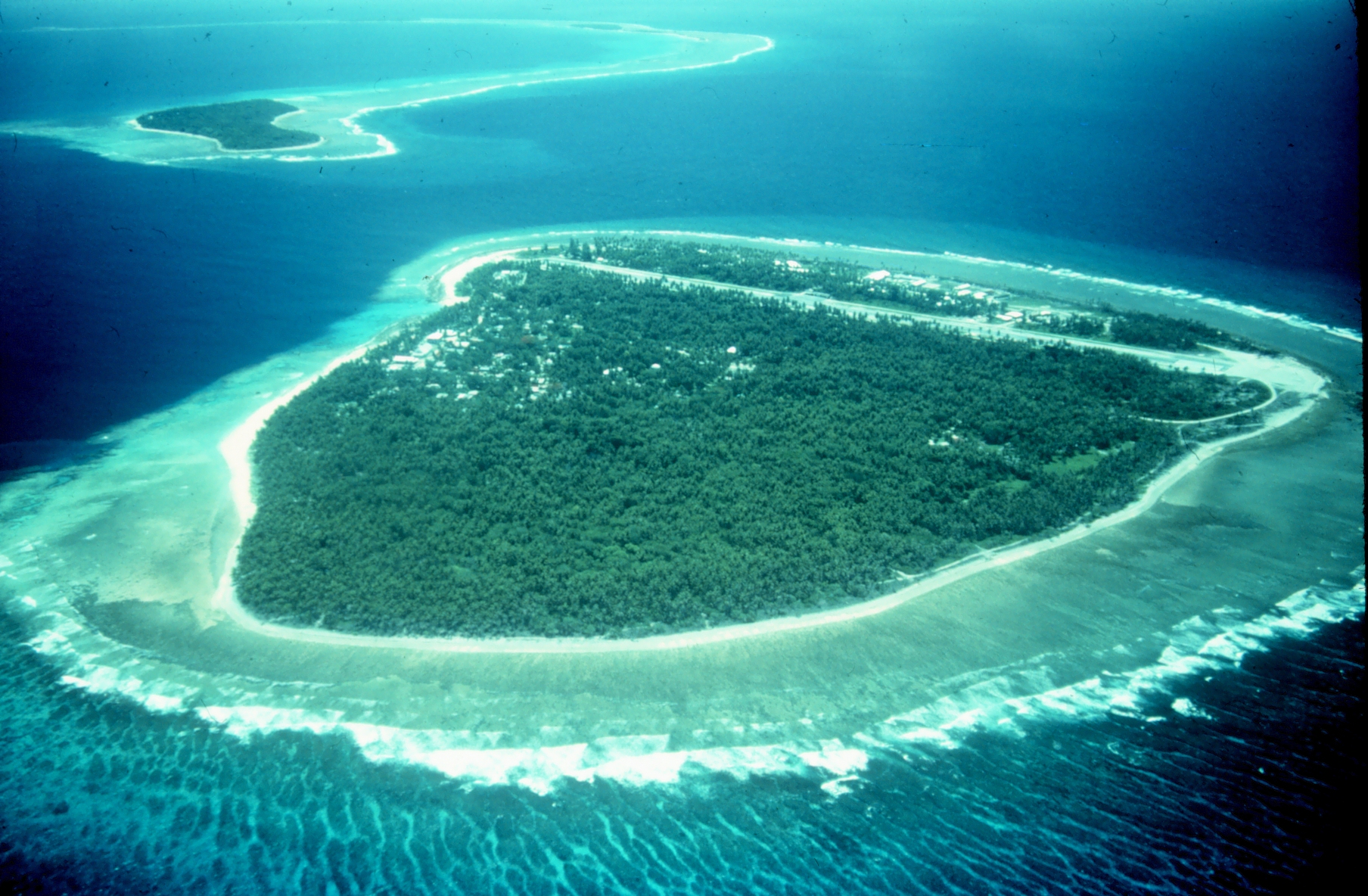

يؤثر الإنسان بنشاطاته المختلفة على الشعاب المرجانية تأثيرًا هائلًا. مما يتسبب في موت الشعاب المرجانية في جميع أنحاء العالم. تشمل الأنشطة الضارة استخراج المرجان والتلوث (العضوي وغير العضوي) والإفراط في صيد الأسماك بعدة طرق كالتفجير وحفر الأقنية والوصول إلى الجزر والخلجان. وتشمل الأخطار الأخرى المرض، ممارسات صيد الأسماك المدمرة وآثار الاحتباس الحراري على المحيطات. تشمل العوامل التي تؤثر على الشعاب المرجانية المحيط باعتباره حوضًا لثاني أكسيد الكربون، والتغيرات المناخية، والأشعة فوق البنفسجية، تحميض المحيطات، الفيروسات، وآثار العواصف الترابية التي تنقل العوامل الممرضة إلى الشعاب المرجانية البعيدة، والملوثات، والانتشار الطحلبي وغيرها تتهدد الشعاب المرجانية خارج المناطق الساحلية. يسبب تغير المناخ، مثل ارتفاع درجات الحرارة (الاحتباس الحراري)، تبييض الشعب المرجانية، والذي يقتل المرجان بشدة في حال حدوثه.
قدرت دراسة عالمية في عام 2008، أن 19 % من المساحة الحالية للشعاب المرجانية فُقدت بالفعل، ومن المرجح أن تُفقد 17 % أخرى على مدى (10- 20) سنة. يمكن اعتبار 46% فقط من الشعاب المرجانية في العالم حاليًا بصحة جيدة، ونحو 60% من الشعاب المرجانية في العالم قد تكون في خطر بسبب الأنشطة المدمرة والمتعلقة بالأثر الإنساني. يُعد تهديد صحة الشعاب المرجانية قويًا بشكل خاص في جنوب شرق آسيا، إذ يتعرض 80% من الشعاب المرجانية للخطر. من المتوقع بحلول عام 2030، أن يتعرض 90% من الشعاب المرجانية لخطر الأنشطة البشرية وتغير المناخ؛ إذ من المتوقع بحلول عام 2050، أن تكون جميع الشعاب المرجانية جميعها في خطر.

## القضايا

### المنافسة
يؤدي الاتصال المباشر بين الأعشاب البحرية المرجانية والمشتركة في البحر الكاريبي والمحيط الهادي الاستوائي، إلى تبيض أنسجة الشعاب المرجانية ووفاتها عبر منافسة التضاد البيوكيميائي. أنتجت المستخلصات القابلة للذوبان في الدهون من الأعشاب البحرية التي تضر الأنسجة المرجانية، تبيضًا سريعًا للشعاب المرجانية. اقتصر كلًا من التبييض والوفيات في هذه المواقع على مناطق الاتصال المباشر مع الأعشاب البحرية أو مستخلصاتها. ثم توسعت الأعشاب البحرية الأخرى لتشغل موائل الشعاب المرجانية الميتة. ومع ذلك، اعتبارًا من عام 2009، قابلت نسبة الشعاب المرجانية التي تبلغ 4 % فقط من الأعشاب البحرية في جميع أنحاء العالم نسبة الطحالب البالغة 50%، ما يعني أنه لا يوجد توجه عالمي مؤخرًا نحو هيمنة الطحالب على الشعاب المرجانية.
تزدهر الأعشاب البحرية التنافسية وغيرها من الطحالب في المياه الغنية بالمغذيات في غياب الحيوانات المفترسة العاشبة الكافية. تشمل الحيوانات العاشبة المفترسة الأسماك مثل الأسماك الببغائية، وقنافذ البحر، وأسماك الجراحيات.

### الافتراس
يمكن أن يوازن الإفراط في صيد الأسماك، ولا سيما الصيد الجائر الانتقائي، بين النظم البيئية المرجانية من خلال تشجيع النمو المفرط للحيوانات التي تتغذى على الشعاب المرجانية. تُسمى الحيوانات المفترسة التي تأكل الشعاب المرجانية الحية، مثل نجم البحر المكلل بالشوك، آكلات المرجان. تتشكل الشعاب المرجانية على الصخور، وتنمو بوجود كميات كبيرة من بالميتات السيتيل الشمعي في أنسجتها. تجد معظم الحيوانات المفترسة أن هذا الشمع غير قابل للهضم. يُعد نجم البحر المكلل بالشوك نجمًا كبيرًا (يصل طوله حتى متر واحد)، وهو محمي بواسطة أشواك سامة طويلة. يقوم النظام الإنزيمي الخاص بنجم البحر بحل الشمع الموجود في الشعاب المرجانية التي تعيش على الصخور، ويسمح لنجم البحر أيضًا بالتغذي على الحيوانات الحية. يواجه نجم البحر حيوانات مفترسة خاصة به، مثل حلزون تريتون البحري العملاق. ومع ذلك، تتمثل قيمة تريتون العملاق بدرعه، ما عرضه للصيد المفرط. نتيجةً لذلك، يمكن أن تنمو مجموعات أسماك نجم البحر المكلل بالشوك بشكل دوري دون رقيب، الأمر الذي يقضي على الشعاب المرجانية.

### ممارسات صيد الأسماك
على الرغم من أن بعض أنواع أسماك الزينة البحرية يمكن أن تتكاثر في الأحواض المائية (مثل القعيسيات)، لكن معظمها (نحو 95 %) تُجمع من بيئات الشعاب المرجانية. استخراج الشعاب بشكل كثيف، وخاصةً في جنوب شرق آسيا البحري (بما في ذلك إندونيسيا والفلبين)، يلحق الضرر بها. يتفاقم هذا بسبب ممارسات الصيد المدمرة، مثل استخدام السيانيد وصيد الأسماك بالتفجير. تُصاد معظم أسماك الزينة (80-90 %) من الفلبين باستخدام سيانيد الصوديوم. تُذاب هذه المادة الكيميائية السامة في مياه البحر وتُطلق في المناطق التي تُعتبر مأوى للأسماك. تخدر هذه المادة الأسماك، التي تُلتقط بسهولة بعد ذلك. ومع ذلك، تموت معظم الأسماك التي تُصاد باستخدام السيانيد بعد بضعة أشهر نتيجةً لتلف أكبادها. وعلاوة على ذلك، تموت العديد من عينات من الأسماك غير قابلة للبيع في هذه العملية. وتشير التقديرات إلى أن 4000 أو أكثر من جامعي الأسماك الفلبينية قد استخدموا أكثر من 1,000,000 كيلوغرامًا (2,200,000 رطلًا) من السيانيد لصيد الشعاب المرجانية الفلبينية وحدها، أي نحو 150,000 كيلوغرامًا سنويًا. يعد الفقر داخل مجتمعات الصيد أحد العوامل الرئيسية المحركة للصيد باستخدام السيانيد. يعيش أكثر من ثلاثين في المائة من السكان تحت خط الفقر في بلدان مثل الفلبين التي تستخدم السيانيد بانتظام.